# توبوت
توبوت، (بالكورية: 변신 자동차 또봇)، هي سلسلة تلفزيونية كورية جنوبية للرسوم المتحركة من إنتاج «يانج تويز اند ريتروبوت» "Young Toys and Retrobot".  تتميز السلسلة بتحويل السيارات - تم تصميم بعضها على نمط سيارات كيا موتورز.
المسلسل متاح باللغتين الكورية والإنجليزية على القناة الرسمية لـ«يانج تويز» على يوتيوب. فاز خط اللعب على «ليقو» باعتباره خط الألعاب الأكثر شعبية في كوريا الجنوبية في عام 2013.
تم إنتاج دبلجة إنجليزية رسمية في كندا بواسطة «اوشن بروداكشين» واستوديو «بلو ووتر»، يتم بثه على مدار بضعة أشهر في عام 2018. وهذا الإصدار متاح حاليًا على نيتفلكس.
سلسلة فرعية معروفة باسم «اثلون توبوت» تم بثها في ثلاثة مواسم من 2016-2017، قبل إعادة تشغيلها في عام 2018 باسم «توبوت في» (في النسخة الإنجليزية «داب»)، مع الرسوم المتحركة بواسطة «استوديو بوتون».

## الحبكة
أثناء التحقيق في سلسلة من حوادث السيارات الغامضة، يُختطف الدكتور فرانكلين شار من قبل الجناة.  تعمل هذه الحادثة على تنشيط اختراعاته المسماة «توبوتس»، وهي سيارات تتحول إلى روبوتات بمفتاح خاص يسمى«توكي». كُلف توأم الدكتور«شار»، «توبوت إكس» و«توبوت واي»، لابنيه التوأم «رِيان» و «كوري» على التوالي، بمحاربة الجريمة وحماية منطقتهم.

## الإنتاج
توصلت «يانج تويز» إلى فكرة تطوير سلسلة رسوم متحركة وألعاب ذات صلة خلال أوائل العقد الأول من القرن الحادي والعشرين.  بينما تحظى«ترانسفورمز» و «باور رانجيرز» بشعبية بين أطفال المدارس الابتدائية الأكبر سنًا، قررت «يانج تويز» أن تقدم «توبوت» لأطفال المدارس الابتدائية الأصغر سنًا ورياض الأطفال.  بدلاً من الحصول على تراخيص من استوديوهات الرسوم المتحركة بعد الإنتاج، قامت «يانج تويز» بالعكس من خلال تطوير سلسلة الرسوم المتحركة والشخصيات من الصفر قبل إنتاج الألعاب.

## التسويق
بين أغسطس وأكتوبر 2014، باعت «يانج تويز» تراخيص ألعاب وشخصيات «توبوت» لدول جنوب شرق آسيا.  تم توفير المسلسل في بعض دول الشرق الأوسط في يناير 2015.
في ديسمبر 2014، أقامت «يانج تويز» تمثالًا بطول ثمانية أمتار وثلاثة أطنان من «ديلتاترون» في «سكاي بارك» خارج مجمع التسوق «ليت مول جيمبو» الدولي في سيول احتفالًا بالذكرى السنوية الخامسة لتوبوت.  ظل التمثال معروضًا حتى عام 2019.